# Portada/article agost 13

## Espanya
Espanya o el Regne d'Espanya (en castellà i gallec: Reino de España, en basc: Espainiako Erresuma, en occità: Reialme d'Espanha) és un estat del sud-oest d'Europa, que ocupa la major part de la península Ibèrica, la qual comparteix amb Portugal, Gibraltar i Andorra. Amb una superfície de 504.030 km², Espanya és el segon estat més extens de l'Europa occidental i el sisè més poblat del continent europeu. Limita al nord-est amb França i el principat d'Andorra, a l'oest amb Portugal i amb l'oceà Atlàntic i l'est i al sud amb la mar Mediterrània. Pertanyen a Espanya també els territoris extra-peninsulars de les Illes Balears, a la mar Mediterrània, les Illes Canàries a l'oceà Atlàntic i les ciutats de Ceuta i Melilla que limiten amb el Marroc al sud.